# Postulat Bertranda

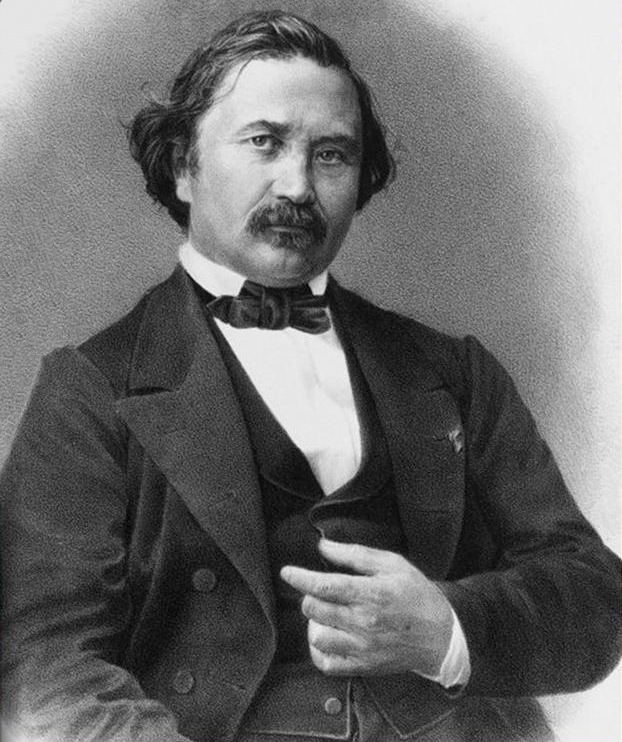
Joseph Louis François Bertrand

Postulat Bertranda (twierdzenie Czebyszewa, twierdzenie Bertranda-Czebyszewa) – twierdzenie w teorii liczb.

## Twierdzenie
Dla każdej liczby naturalnej {\displaystyle n\in N} większej lub równej {\displaystyle 1} istnieje przynajmniej jedna liczba pierwsza większa od {\displaystyle n} i mniejsza lub równa {\displaystyle 2n.}
{\displaystyle \forall _{n\geqslant 1}\;\pi (2n)>\pi (n)}
lub
{\displaystyle \forall _{n\geqslant 1}\;\exists _{p\in \mathbb {P} }\;2n\geqslant p>n.}

## Własności
Udowodniono również, że
{\displaystyle \forall _{n>5}\;\pi (2n)-\pi (n)\geqslant 2,}
{\displaystyle \forall _{n>8}\;\pi (2n)-\pi (n)\geqslant 3,}
{\displaystyle \forall _{n>14}\;\pi (2n)-\pi (n)\geqslant 4,}
{\displaystyle \forall _{n>20}\;\pi (2n)-\pi (n)\geqslant 5.}
Dla dowolnej liczby po prawej stronie nierówności istnieje „odpowiednia wartość”, którą można wpisać pod kwantyfikatorem.

## Postulat Bertranda

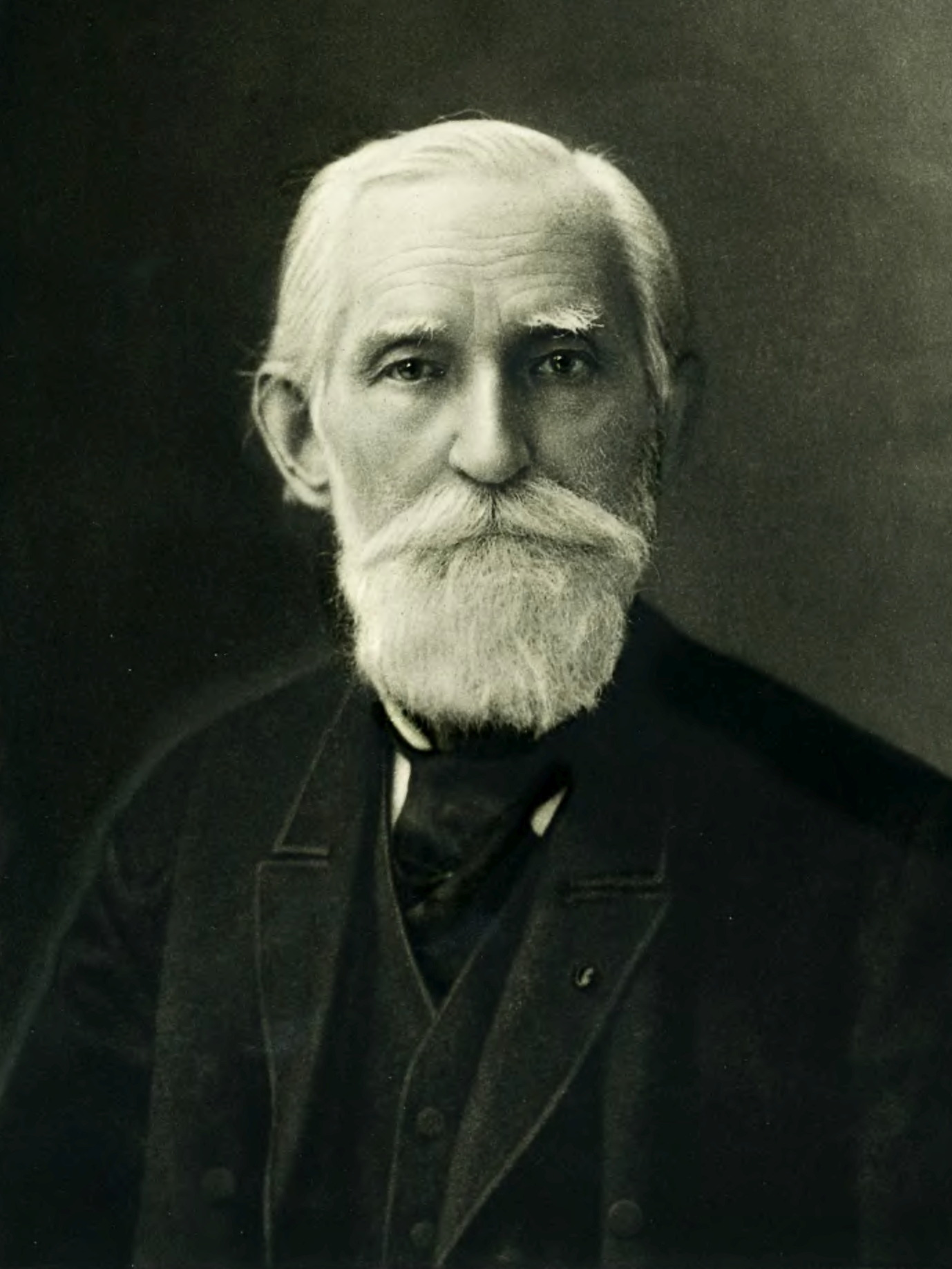
Pafnutij Czebyszew

W 1845 roku Joseph Bertrand sformułował hipotezę, tzw. postulat Bertranda, że jeśli {\displaystyle n>3} jest liczbą całkowitą, to istnieje liczba pierwsza {\displaystyle p} taka, że {\displaystyle n<p<2n-2}. Powyższe twierdzenie jest słabszą wersją tej hipotezy.
Bertrand sprawdził swój postulat dla wszystkich liczb całkowitych z przedziału {\displaystyle [2,3\cdot 10^{6}].} W 1850 roku prawdziwości postulatu dowiódł Pafnutij Czebyszew.